# Chris Johnson (giocatore di football americano 1979)
Chris X. Johnson (Longview, 25 settembre 1979) è un giocatore di football americano statunitense che gioca nel ruolo di defensive back per i Baltimore Ravens della National Football League. Fu scelto nel corso del settimo giro (245º assoluto) del Draft NFL 2003 dai Packers. Al college giocò a football all'Università di Louisville.

## Carriera professionistica

### Green Bay Packers
Johnson fu scelto nel corso del settimo giro del Draft 2003 dai Packers, ma nelle sue due stagioni per problemi fisici non scese mai in campo.

### St. Louis Rams
Nel 2005 venne preso dai Rams in scambio di Robert Thomas. Debuttò nella NFL l'11 settembre 2005 contro i 49ers.

### Kansas City Chiefs
Nel 2006 passò ai Chiefs ma prima dell'inizio della stagione regolare venne svincolato. Rimase per il resto della stagione senza squadra.

### Oakland Raiders
Dopo un anno di inattività il 20 marzo 2007 firmò un contratto biennale del valore di 955.000 dollari con i Raiders, nella sua prima stagione, giocò 13 partite.
Nella stagione successiva, trovò maggiormente spazio in squadra ottenendo delle buone prestazioni.
Il 12 febbraio 2009 firmò un contratto quadriennale del valore di 15,4 milioni di dollari di cui 4 milioni di bonus alla firma.
Nella stagione 2010 trovò pochi spazi, saltò tra l'altro 4 partite, una per un problema al collo, una per una commozione cerebrale e 2 per un infortunio al bacino.
L'anno successivo Johnson ebbe poca fortuna, prese parte solamente a 4 partite a causa di un infortunio grave ai muscoli ischiocrurali.
Il 9 marzo 2012 venne svincolato.

### Baltimore Ravens
Il 13 novembre 2012 Johnson firmò con i Ravens un contratto annuale del valore di 825.000 dollari. Giocò 5 partite, una come titolare, con 7 tackle e un fumble forzato nella stagione regolare e alla fine vinse il suo primo Super Bowl contro i San Francisco 49ers.
Il 14 marzo 2013 firmò un nuovo contratto annuale del valore di 905.000 dollari di cui 65.000 dollari di bonus alla firma.

## Vittorie e premi
- Super Bowl : 1

Baltimore Ravens: Super Bowl XLVII
- American Football Conference Championship: 1

Baltimore Ravens: 2012

## Statistiche
| Partite totali          | 77  |
| Partite da titolare     | 31  |
| Tackle totali           | 177 |
| Sack                    | 0   |
| Intercetti fatti        | 8   |
| Touchdown su intercetto | 1   |
| Fumble forzati          | 4   |
| Fumble recuperati       | 1   |

Statistiche aggiornate alla stagione 2012